# فيرنون كاي
فيرنون كاي (بالإنجليزية: Vernon Kay)‏ هو دي جيه ومقدم تلفزيوني بريطاني، ولد في 28 أبريل 1974 في بولتن في المملكة المتحدة.

## وصلات خارجية
- فيرنون كاي على موقع IMDb (الإنجليزية)
- فيرنون كاي على موقع ميوزك برينز (الإنجليزية)
- فيرنون كاي على موقع قاعدة بيانات الفيلم (الإنجليزية)